# Marie Luise von Degenfeld
Marie Luise von Degenfeld, född den 28 november 1634, död den 18 mars 1677, var morganatisk gemål till Karl I Ludvig av Pfalz.

## Biografi
Marie Luise von Degenfeld var dotter till baron Christoph Martin von Degenfeld och Maria Anna Adelmann von Adelmannsfelden och blev 1650 hovdam hos Karl I Ludvigs gemål Charlotte av Hessen-Kassel.
Vigseln mellan Karl I Ludvig och Luise Degenfeld ägde rum år 1658. Äktenskapet tilldrog sig stor uppmärksamhet och uppfattades av vissa som bigami, eftersom Karl I Ludvigs skilsmässa inte ansågs laglig. Äktenskapet var morganatiskt och hon fick titeln Raugräfin utan ändelsen "av Pfalz". Hon fick åtta barn med Karl I Ludvig, som också fick motsvarigheten till hennes egen titel.